# Visockas
Visockas ist ein litauischer männlicher Familienname, eine Form von Wisotzki.

## Weibliche Formen
- Visockaitė (ledig)
- Visockė (neutral)
- Visockienė (verheiratet)

## Personen
- Algimantas Visockas (* 1987), Eishockeyspieler
- Artūras Visockas (* 1968),  Politiker und Unternehmer, Bürgermeister von Šiauliai
- Paulius Visockas (* 1975), Sportler und Politiker, Vizebürgermeister der Rajongemeinde Kaunas